# مایکل ویزینگر
مایکل ویزینگر (انگلیسی: Michael Wiesinger؛ زادهٔ ۲۷ دسامبر ۱۹۷۲) بازیکن فوتبال اهل آلمان است.
از باشگاه‌هایی که در آن بازی کرده‌است می‌توان به باشگاه فوتبال بایرن مونیخ، باشگاه فوتبال مونیخ ۱۸۶۰، و باشگاه فوتبال نورنبرگ اشاره کرد.